# محمد علي صليحي
محمد علي صليحي (1950-) هو سياسي من مواليد جزيرة القمر الكبرى. درس الهندسة الزراعية والإقتصاد والتنمية في المدرسة الوطنية العليا للهندسة الزراعية في تولوز. شغل منصب نائب رئيس إتحاد جزر القمر لوزارة المالية والتجارة الخارجية والاقتصاد.

## مناصبه
شغل محمد صليحي عدة مناصب حكومية في جزر القمر منها:
- وزير في حكومة إكليل ظنين من (مايو 2011 - مايو 2016).
- وزيراً للإنتاج والتنمية الريفية والصناعة والحرف اليدوية، من (يناير 1985- مارس 1990).

- وزير مالية خلال الفترة من (ديسمبر 1996- يونيو 1998).
- رئيس ديوان رئيس الجمهورية من (يوليو 1998- يناير 1999).
- وزير المالية من (مارس 2007- يونيو 2009).

## اتهامه
خاض محمد صليحي االانتخابات الرئاسية في جزر القمر عام 2016، ورفض النتيجة وخسارته فيها. في عام 2018، اتُهم بفضيحة مبيعات جوازات سفر، وفي عام 2022، تمت محاكمتة وأُدين بتهمة الخيانة العظمى والاختلاس وغسل الأموال العامة لجزر القمر بزعم تحويلها من برنامج المواطنة الاقتصادية. تم الحُكم عليه بالسجن 20 عامًا.